# Ayanda Gcaba
Ayanda Oscar Gcaba (ur. 8 marca 1986 w Port Shepstone) – południowoafrykański piłkarz grający na pozycji środkowego obrońcy. Od 2012 jest zawodnikiem klubu Orlando Pirates.

## Kariera klubowa
Swoją karierę piłkarską Gcaba rozpoczął w klubie Free State Stars. W 2008 roku stał się członkiem pierwszego zespołu i w sezonie 2008/2009 zadebiutował w nim w Premier Soccer League. We Free State Stars grał do końca sezonu 2011/2012.
Latem 2012 roku Gcaba przeszedł do Orlando Pirates z Johannesburga. Swój debiut w nim zaliczył 22 sierpnia 2012 w zremisowanym 0:0 wyjazdowym meczu z Supersport United. W 2013 roku wystąpił w przegranym finałowym dwumeczu Ligi Mistrzów (1:1, 0:2) z Al-Ahly Kair. W 2014 roku zdobył z Orlando Pirates Nedbank Cup. Z kolei w 2015 roku zagrał w finale Pucharu Konfederacji z Étoile Sportive du Sahel (1:1, 0:1).
| Sezon   | Klub             | Kraj              | Rozgrywki | Mecze | Gole |
| ------- | ---------------- | ----------------- | --------- | ----- | ---- |
| 2008/09 | Free State Stars | Południowa Afryka | PSL       | 2     | 0    |
| 2009/10 | Free State Stars | Południowa Afryka | PSL       | 17    | 1    |
| 2010/11 | Free State Stars | Południowa Afryka | PSL       | 23    | 0    |
| 2011/12 | Free State Stars | Południowa Afryka | PSL       | 25    | 1    |
| 2012/13 | Orlando Pirates  | Południowa Afryka | PSL       | 14    | 0    |
| 2013/14 | Orlando Pirates  | Południowa Afryka | PSL       | 21    | 2    |
| 2014/15 | Orlando Pirates  | Południowa Afryka | PSL       | 11    | 0    |
| 2015/16 | Orlando Pirates  | Południowa Afryka | PSL       |       |      |

## Kariera reprezentacyjna
W reprezentacji Południowej Afryki Gcaba zadebiutował 6 stycznia 2012 w zremisowanym 0:0 towarzyskim meczu z Gwineą Równikową. W 2015 roku został powołany do kadry na Puchar Narodów Afryki 2015. Rozegrał na nim jeden mecz, zremisowany 1:1 z Senegalem.